# Littérature grecque archaïque
La littérature grecque archaïque est la littérature grecque antique datant de l'époque archaïque, qui couvre la période allant du VIIIe siècle av. J.-C., moment où apparaissent les premières œuvres poétiques grecques connues, jusqu'au début du Ve siècle av. J.-C. et les guerres médiques. Cette période voit l'émergence de la cité grecque, l'apparition puis le renversement des tyrannies un peu partout en Grèce et une grande activité législative, cependant que les cités sont très fréquemment en conflit les unes avec les autres. La littérature connue de cette période consiste en bonne partie en textes poétiques.

## Les épopées homériques
Les plus anciennes œuvres littéraires grecques connues sont deux épopées, l’Iliade et l’Odyssée, que les Grecs de l'Antiquité attribuaient au poète Homère. Ces épopées sont composées en vers appelés hexamètres dactyliques parce qu'ils se composent de six mètres dont chacun peut contenir un pied appelé le dactyle. L’Iliade compte environ 15 000 hexamètres, l’Odyssée environ 12 000. La langue homérique qu'elles emploient est un mélange de plusieurs dialectes du grec ancien, principalement l'ionien et l'éolien.

### Le sujet de l’Iliadeet de l’Odysséeet leur pertinence historique

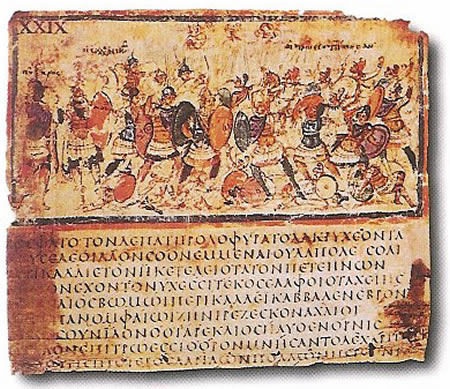
L’Iliade ambrosienne, un manuscrit enluminé de l’Iliade réalisé à Constantinople vers la fin du Ve siècle ou au début du Ici un passage du chant VIII (vers 245 à 253).

L’Iliade et l’Odyssée empruntent leurs sujets à la mythologie grecque et plus précisément à la guerre de Troie. Il s'agit d'un conflit entre les Achéens, qui vivent en Grèce centrale, et la ville de Troie sur la côte ouest de l'Asie Mineure (actuelle Turquie). Dans l'épopée, l'enlèvement d'Hélène, reine de Sparte et épouse de Ménélas, par le prince Pâris, fils du roi de Troie Priam, conduit les rois de plusieurs royaumes achéens à se liguer sous le commandement d'Agamemnon et à prendre la mer pour aller assiéger Troie afin de reprendre Hélène.
L’Iliade ne raconte pas toute la guerre de Troie mais seulement un épisode décisif qui a lieu au cours de la dixième et dernière année de la guerre : la colère du héros achéen Achille, le meilleur guerrier de l'armée achéenne, qui, après une dispute avec Agamemnon, refuse de combattre. Son retrait entraîne une défaite des Achéens, qui tentent ensuite de le faire changer d'avis mais en vain. Son compagnon Patrocle revêt alors les armes du héros et, se faisant passer pour lui, permet de repousser les Troyens mais est tué par Hector, le meilleur guerrier de l'armée troyenne. Achille revient au combat pour venger son ami et l'épopée culmine avec le duel entre Achille et Hector, dont Achille sort vainqueur. Il refuse d'abord de rendre son cadavre aux Troyens, mais est fléchi par la requête du père d'Hector, le vieux Priam ; l'épopée se termine avec les funérailles d'Hector.
L’Odyssée se déroule quant à elle après la fin de la guerre de Troie et relate le retour chez lui d'un des rois achéens, Ulysse, roi de la petite île d'Ithaque. Ulysse, dont la flotte s'égare dans des contrées inconnues à la suite d'une tempête, doit affronter de multiples obstacles pour retrouver le chemin de son île et met dix ans à rentrer chez lui. Pendant ce temps, sur Ithaque où il passe pour mort, son épouse Pénélope et son fils Télémaque sont en butte à une foule de prétendants qui convoitent le trône et pillent les richesses du palais. Ulysse, à son retour, doit ruser pour rentrer au palais incognito puis punir les prétendants et retrouver son trône.
Pour les Grecs de l'Antiquité, la guerre de Troie était dans ses grandes lignes un événement historique, peut-être un peu déformé par la licence poétique. Les découvertes faites par l'archéologue Heinrich Schliemann sur le site archéologique de Troie dans les années 1870 puis par les campagnes de fouilles suivantes ont révélé que la dernière ville à cet emplacement a été détruite par un incendie à la fin du XIe siècle av. J.-C., comme dans le récit mythique, ce qui peut suggérer que le mythe de la guerre de Troie se fonde en partie sur un événement historique réel. Néanmoins, il reste certain que cette guerre n'a jamais eu lieu sous la forme que lui confèrent ces épopées, car elles en amplifient largement les événements et font aussi coexister des réalités culturelles, sociales, politiques et techniques qui appartiennent en fait à plusieurs époques différentes.

### La question homérique et la théorie de l'oralité

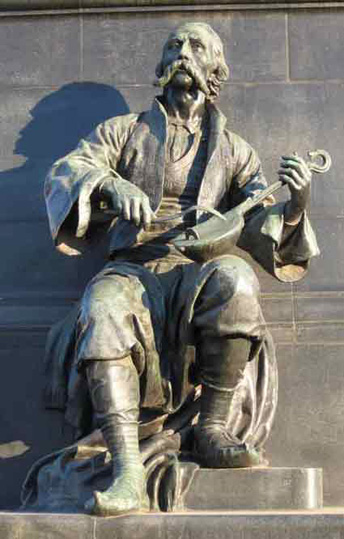
Parry et Lord ont notamment rapproché la pratique des aèdes grecs antiques de formes de poésie orale encore pratiquées au début du XXe siècle dans les Balkans. Ici, le barde serbe Filip Višnjić (1767-1834).

La question du ou des auteurs de ces épopées est un problème complexe. Les Grecs de l'Antiquité attribuaient l’Iliade et l’Odyssée à un poète unique, Homère, réputé être le meilleur de tous. Cette tradition a prévalu jusqu'au tournant des XVIIe – XVIIIe siècles, où des auteurs comme l'abbé d'Aubignac, Giambattista Vico ou encore Robert Wood remettent en cause l'idée d'un poète unique composant les deux épopées par écrit : d'Aubignac et Vico remettent en doute son existence même, tandis que Wood affirme qu'il ne connaissait probablement pas l'écriture. En 1795, la publication des Prolegomena ad Homerum de Friedrich August Wolf déclenche un débat passionné sur l'existence ou non d'Homère : c'est la « question homérique ». Les savants se partagent en deux groupes. Les « analystes » pensent, comme Wolf, que l’Iliade et l’Odyssée n'ont pas été composées telles qu'elles nous sont parvenues par un auteur unique, mais sont le résultat de la fusion plus ou moins habile entre plusieurs poèmes préexistants, plus courts et sans doute dus à plusieurs auteurs, poèmes qui auraient été réunis ensuite par un ou plusieurs compilateurs. À l'appui de cette hypothèse, ils mettent en avant les quelques incohérences narratives internes des épopées, le fait qu'elles brassent des éléments issus de plusieurs époques différentes, les doublets ou les répétitions multiples de certains vers, et les différentes couches chronologiques que l'étude du style et de la langue homérique permet de distinguer. Les « unitaristes », en revanche, pensent que l’Iliade et l’Odyssée ont été composés en grande partie sous la forme qui nous est parvenue ; à cette fin, ils mettent en avant la cohérence interne des épopées, qui reste grande, et leur degré d'achèvement poétique.
Une découverte décisive intervient en 1928 avec la publication des premières recherches de Milman Parry sur l'épithète homérique qu'il nomme « traditionnelle » : Parry montre l'existence de formules omniprésentes dans le style des épopées homériques et qui ne peuvent s'expliquer que par le fait qu'elles ont été composées, mémorisées et diffusées sans recours à l'écriture. C'est la théorie de l'oralité qui est ensuite reprise et améliorée par des savants comme Albert Lord ou plus récemment Gregory Nagy. Il est désormais établi que l’Iliade et l’Odyssée ont d'abord été composées à l'oral et ont été diffusées par des traditions orales portées par des aèdes avant d'être peut-être mises par écrit par un ou plusieurs auteurs qui en auraient alors assuré la cohérence.

### Postérité antique des épopées homériques
Les épopées homériques accèdent au statut de classiques étudiés dans les écoles dès l'époque classique. Elles exercent une influence énorme sur la culture et les arts grecs puis romains jusqu'à la fin de l'Antiquité, que ce soit dans le genre de l'épopée (d'Apollonios de Rhodes à Nonnos de Panopolis) ou dans d'autres genres puisque beaucoup d'auteurs se réfèrent à elles pour y puiser des sujets d'œuvres (de tragédies ou de comédies, par exemple) ou pour s'en servir comme matière à réflexion (par exemple Platon ou Plutarque dans leurs dialogues philosophiques).

## Autres poèmes attribués à Homère
Les Grecs antiques attribuaient à Homère plusieurs autres poèmes. Le Margitès, très mal connu car il n'en reste que quelques vers, était selon Aristote un poème comique fameux mettant en scène Margitès, un simple d'esprit incapable de faire quoi que ce soit correctement. La Batrachomyomachie, c'est-à-dire le Combat des grenouilles et des rats, est une parodie d'épopée très courte (environ 300 vers) qui a survécu en entier et dont l'étude stylistique fait penser qu'elle est nettement postérieure aux épopées homériques (elle pourrait dater de l'époque hellénistique).
Les Anciens attribuaient enfin à Homère un ensemble de trente-trois hymnes appelés pour cette raison les Hymnes homériques. Les plus anciens, l’Hymne à Apollon, l’Hymne à Déméter, l’Hymne à Hermès et l’Hymne à Aphrodite, qui sont aussi les plus longs, datent sans doute des VIIe et VIe siècles av. J.-C. Ce sont des hymnes religieux qui se composent toujours d'une introduction invoquant le dieu sous différentes épiclèses (qualificatifs traditionnels), puis d'un développement relatant un ou plusieurs mythes qui lui sont liés, et enfin d'une conclusion où l'aède en appelle à la bienveillance de la divinité.

## Les autres épopées archaïques
L’Iliade et l’Odyssée sont les deux plus fameuses épopées, et les seules à nous être parvenues entières, d'un ensemble épique plus vaste que les Grecs de l'Antiquité appelaient le Cycle troyen. Ces autres épopées ont été composées par d'autres auteurs après les épopées homériques, entre le VIIe et le VIe siècle, et elles relataient le reste de la guerre de Troie, de ses origines jusqu'à ses dernières conséquences. Il n'en reste plus aujourd'hui que quelques fragments et des résumés très postérieurs. On regroupe parfois le Cycle troyen dans un « cycle épique » plus vaste encore (ou « le Cycle » tout court) d'autres épopées comme la Théogonie d'Hésiode ou le Cycle thébain. La réputation de moindre qualité de ces autres épopées a probablement joué dans leur moins bonne conservation et finalement leur perte, les copistes ayant largement privilégié les épopées homériques. Néanmoins, les événements inventés par ces épopées ont manifestement été utilisés par les auteurs antiques dans d'autres genres littéraires (notamment la tragédie grecque) et par les peintres et sculpteurs.

## Les poèmes d'Hésiode

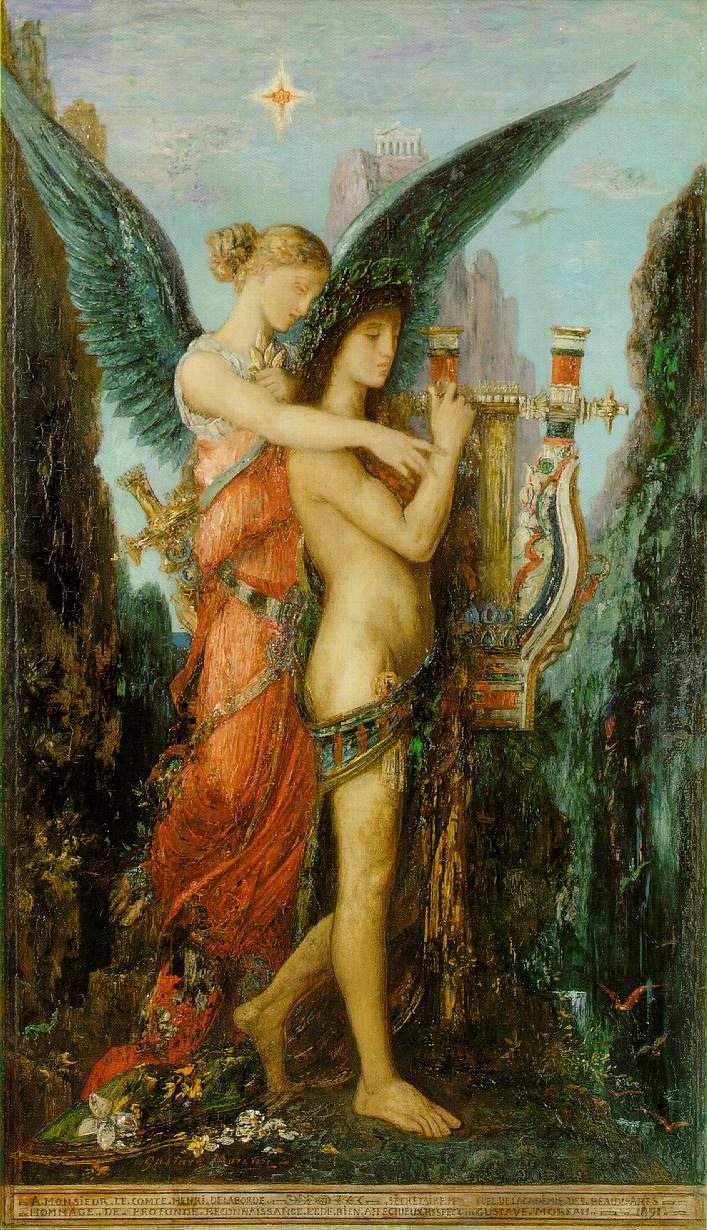
Hésiode et une Muse, par Gustave Moreau (1891).

Datant également du VIIIe siècle av. J.-C., deux poèmes, la Théogonie et Les Travaux et les Jours, composés en hexamètres dactyliques (comme les épopées homériques), sont attribués au poète Hésiode. Tout ce que l'on sait de lui provient de ce qu'il dit dans ces deux poèmes où il parle parfois à la première personne et se met en scène, contrairement à Homère sur qui rien n'est dit dans l’Iliade et l’Odyssée. Dans le prologue de la Théogonie, Hésiode raconte comment les Muses lui ont inspiré son poème au pied du mont Hélicon. Dans Les Travaux et les Jours, il s'adresse à son frère Persès qu'il présente comme un fainéant (v. 27 et 41) et à qui il aurait intenté un procès sur la question de leur héritage ; il indique ailleurs (v. 636–640) être originaire d'Ascra en Béotie. Si les spécialistes restent prudents sur l'existence d'Hésiode et sur les circonstances réelles de la composition des deux poèmes (les éléments mentionnés dans les poèmes pouvant n'être qu'une mise en scène d'un « je » poétique), ces éléments montrent au moins l'émergence d'une autorité d'auteur dans la poésie grecque de l'époque.
La Théogonie est une épopée mythologique qui relate, comme le dit son titre, la « naissance des dieux », mais aussi, de fait, une version de la cosmogonie grecque, c'est-à-dire la naissance du cosmos, du monde organisé. Hésiode y relate la succession des premières générations divines : l'apparition de Chaos puis de Gaïa (Terre), d'Ouranos (Ciel) et d'Éros (Amour), la lignée issue de Gaïa et d'Ouranos, la lignée issue de Nyx (Nuit) et enfin celle issue de Pontos (Flot marin). Le déroulement de ces généalogies est entrecoupé par des récits relatant les grands conflits pour la souveraineté sur le cosmos : la castration d'Ouranos par son fils Cronos (le plus jeune des Titans), puis le conflit entre Cronos et son fils Zeus ; la ruse de Prométhée qui vole le feu et le donne aux hommes mortels ; la création de Pandora, la première femme (présentée comme une vengeance des dieux après la ruse de Prométhée) ; la Titanomachie (guerre entre les Titans et les jeunes dieux dirigés par Zeus, qui l'emportent finalement) ; et enfin la victoire de Zeus sur le monstrueux Typhée. Hésiode met constamment en avant la puissance de Zeus, qui devient peu à peu le souverain incontestable du cosmos grâce à sa force et à son intelligence infaillible. La redécouverte des civilisations antiques de Mésopotamie au XIXe siècle et de leurs textes poétiques a permis de montrer que plusieurs épisodes mythologiques rapportés dans la Théogonie sont influencés par la mythologie mésopotamienne (notamment les mythes rapportés dans l’Enuma Elish).
Les Travaux et les Jours, très différents, sont un poème didactique à visée moralisante qui traite de la justice dans le monde présent où vivent Hésiode et son frère Persès. Le poème contient plusieurs récits : une autre version de la création de Pandora ; le mythe des races ; la fable du rossignol et de l'épervier ; Hésiode s'adresse alors à son frère Persès, présenté comme un paresseux, pour tenter de lui inculquer le souci de l'avenir et le goût du travail. La seconde moitié du poème est une série de conseils ayant trait à l'agriculture et à l'organisation des activités du paysans à la ferme tout au long de l'année. La poésie d'Hésiode a probablement été inspirée, directement ou indirectement, par la poésie didactique antique qui s'était développée dès le IIIe millénaire av. J.-C. à Sumer et en Égypte antique.
Les Grecs de l'Antiquité attribuaient à Hésiode plusieurs autres poèmes, comme le Catalogue des femmes et les Grandes Éhées (deux autres poèmes relatant des généalogies mythologiques et dont on a quelques fragments), Le Bouclier d'Héraclès (qui nous est parvenu en entier), et deux poèmes entièrement perdus, la Mélampodie (épopée mettant en scène le héros Mélampous) et les Préceptes de Chiron (conseils moraux du sage centaure Chiron). Ceux de ces poèmes qui nous sont parvenus datent manifestement d'époques postérieures, comme le montre une analyse de leur langue et de leur style, de sorte que les chercheurs du XXIe siècle ne les attribuent plus à Hésiode mais à un auteur appelé par convention « Pseudo-Hésiode ».
Hésiode est le second grand poète grec antique avec Homère, constamment cité et utilisé par les auteurs grecs des époques suivantes. Au Ve siècle av. J.-C., l'historien Hérodote leur attribue dans son Enquête les premières descriptions des dieux grecs, de leurs honneurs et de leurs attributs.

## La poésie archaïque
Vers le milieu du VIe et jusqu'au début du Ve siècle av. J.-C., un grand nombre de poètes et de poétesses sont actifs dans toute la Grèce. Contrairement à l'époque classique des siècles suivants, où Athènes occupera une position dominante, toutes les régions sont représentées, que ce soit en Grèce Centrale, dans les îles des Cyclades, dans les cités grecques d'Asie Mineure ou encore en Grande-Grèce (notamment en Sicile). Les poèmes sont plus courts que les épopées, conçus dans des mètres différents (très variés) et destinés à être chantés ou déclamés, toujours avec un accompagnement musical (à la lyre ou à l'aulos en général). Plusieurs de ces genres poétiques existaient déjà au temps des épopées homériques (qui y font allusion) mais n'ont pas été conservés. Cette poésie est qualifiée par les Grecs d'alors de « mélique » (de melos, chant) et ils y distinguaient principalement la monodie (les poèmes chantés en solo) et la poésie chorale (chantée et dansée par un chœur). Par la suite, les auteurs romantiques allemands du XIXe siècle ont qualifié cette poésie de « lyrique » parce qu'ils y voyaient l'expression des sentiments individuels des poètes. En réalité, parler à la première personne fait partie des conventions du genre et ne reflète pas nécessairement les émotions intimes du poète. Cette poésie a aussi pour caractéristique d'être tournée vers le présent, contrairement à l'épopée qui relate les grands événements passés.
Actifs au VIIe siècle av. J.-C., Archiloque puis Sémonide d'Amorgos sont deux poètes fameux pour leur poésie iambique, c'est-à-dire composée en iambes. Archiloque évoque la guerre d'une façon beaucoup plus distanciée que l'épopée, puisqu'il refuse la recherche de la gloire ; il met en scène ses ébats amoureux et ses échecs sentimentaux et, de manière générale, donne une vision des hommes moins reluisante que le monde idéalisé de l'épopée. Sémonide d'Amorgos, de son côté, compose un poème misogyne, Sur les femmes, où il distingue dix espèces de femmes comparées à divers animaux ; il aurait aussi adressé des invectives à des hommes.
La forme poétique de l'élégie se développe au VIIe siècle. Les poèmes conservés abordent souvent des thèmes comme la guerre, les problèmes politiques et moraux et plus rarement l'amour ; l'élégie n'a alors rien à voir avec ce qu'elle devient par la suite dans la Rome antique et après l'Antiquité. Callinos d'Éphèse puis Tyrtée de Sparte sont les premiers poètes à la pratiquer : ils font l'éloge de la guerre pour la cité, du courage et de la mort au combat. Les maximes politiques et morales attribuées à l'homme politique Solon empruntent également cette forme : il dénonce l'hubris (la démesure), invite à la recherche du juste milieu et de la concorde civile. Au VIe siècle av. J.-C., Théognis de Mégare fait alterner dans ses vers élégiaques des conseils moraux, des plaintes sur le monde de son époque, et l'évocation des banquets et de l'amour.

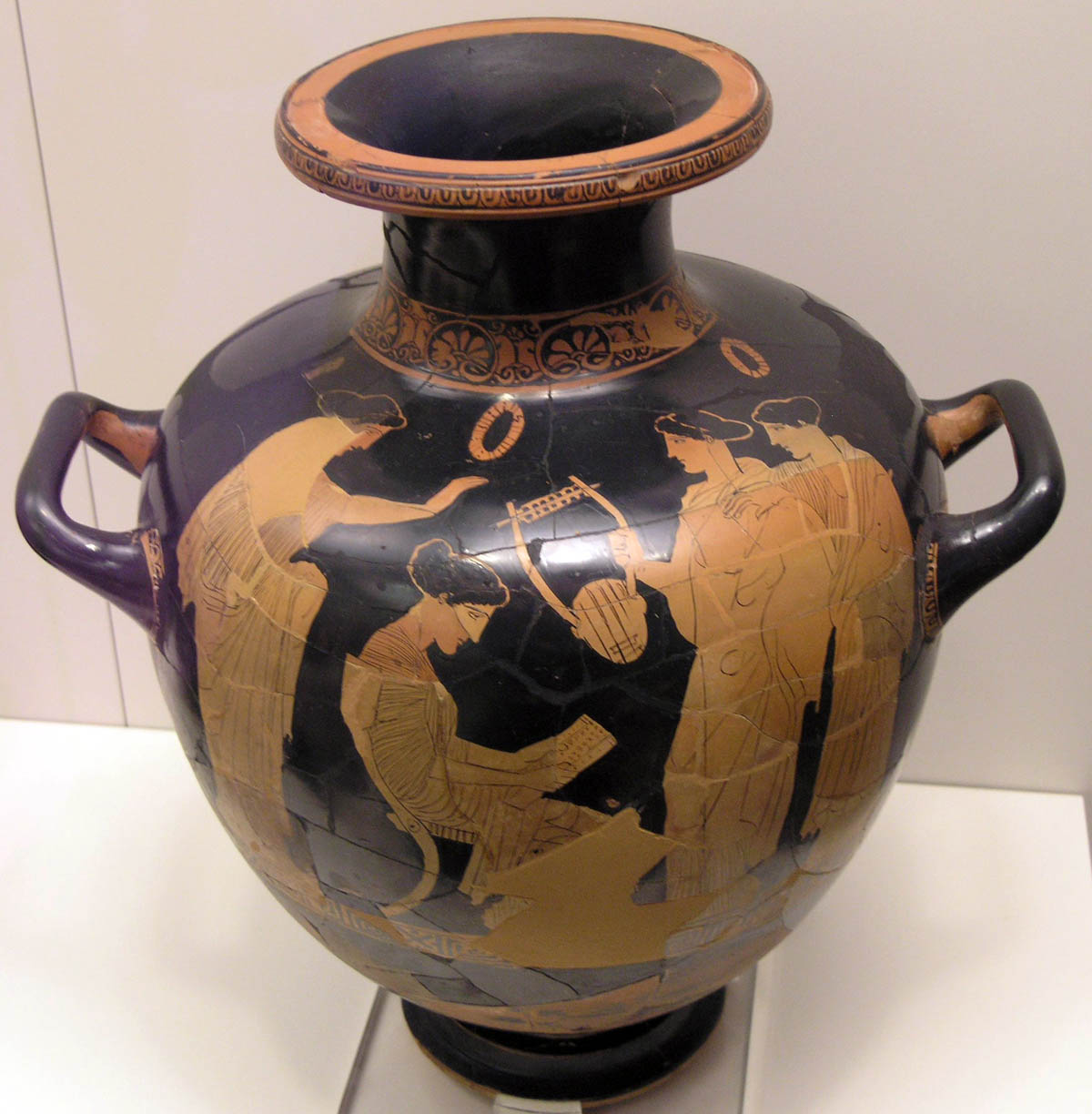
Sappho lisant un poème à ses amies, vase de Vari, vers -440–-430, Musée national archéologique d'Athènes.

La poésie monodique est principalement représentée par Alcée, Sappho et Anacréon. Alcée, originaire de Mytilène, évoque la guerre et les banquets. Sappho de Lesbos est la seule représentante de la poésie féminine dont les poèmes nous soient parvenus : elle évoque le mariage, compose des épithalames (poèmes chantés à l'occasion des mariages) et son œuvre conservée fait une large place à l'amour. Son poème « L'égal des dieux » est la première description littéraire réaliste connue du sentiment amoureux faite à la première personne. Le nom de Sappho est aussi resté lié à l'amour entre femmes (appelé de ce fait amour sapphique ou lesbianisme) évoqué par Sappho dans plusieurs de ses poèmes (dont « L'égal des dieux »). Plusieurs autres poétesses étaient actives à la même époque, comme Corinne, Télésilla d'Argos ou Praxilla de Sicyone ; malheureusement, leurs œuvres sont très mal conservées, voire entièrement perdues. Sappho connaît de loin la plus grande postérité. Enfin, Anacréon de Téos compose des poèmes raffinés recherchant l'élégance et le trait d'esprit qui donnent naissance à la poésie dite anacréontique à l'époque hellénistique.
La poésie chorale regroupe un ensemble de genres poétiques qui ont en commun d'être destinés à être chantés par des chœurs de jeunes gens qui dansent et s'accompagnent à l'aulos (sorte de hautbois) et à la cithare (sorte de lyre), le tout sous la direction d'un maître de chœur. Ces poèmes sont chantés dans les grandes occasions politiques et religieuses de la vie de la cité : ce sont des poèmes religieux, comme les hymnes, les péans (chants en l'honneur d'Apollon) ou les dithyrambes. Rien n'a été conservé des premiers auteurs à les avoir pratiqués, comme Arion de Méthymne ou Terpandre de Sparte. Nous possédons en revanche des poèmes du Spartiate Alcman, les Parthénées, destinés à des chœurs de jeunes filles. Un poète fameux après Alcman fut Stésichore, dont rien n'a survécu, pas plus que l'œuvre d'Ibycos.
En revanche, trois poètes importants et assez bien connus s'illustrent dans le genre de l'épinicie, chant de célébration des vainqueurs aux grands concours sportifs, qui évoque aussi les dieux et les héros ayant permis la victoire. Ils vivent à la fin du VIe et au début du Ve siècle av. J.-C. Ce sont Simonide de Céos, Pindare et Bacchylide. Tous trois vivent à la cour des tyrans qui règnent alors dans les cités de Grande Grèce, en particulier Hiéron de Syracuse. Les épinicies de Simonide ne nous sont parvenus que sous forme de quelques fragments. Par comparaison, l'œuvre de Pindare est bien mieux conservée ; elle adopte une hauteur de ton et une conscience de l'autorité de la parole du poète qui lui confère beaucoup d'éclat, et elle donne une grande place à l'évocation des dieux et des héros, des mythes et des valeurs religieuses et morales. Bacchylide se distingue de Pindare par une composition plus claire et sereine par rapport à l'obscurité que recherche souvent son rival.

## Les philosophes présocratiques

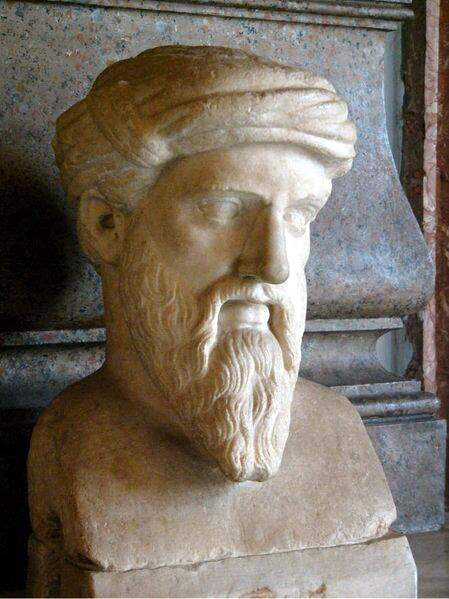
Buste de Pythagore. Copie romaine d'un original grec. Musées du Capitole, Rome.

Au VIe et au tout début du Ve siècle av. J.-C., des penseurs commencent à s'interroger sur les origines et le fonctionnement du monde, sans plus se cantonner aux mythes, et recourent à des principes abstraits universels pour expliquer le cosmos. On les a regroupés par la suite sous le nom de présocratiques car ils vivent et écrivent avant Socrate, figure majeure de la philosophie grecque qui vit plus tard, à l'époque classique. Les philosophes présocratiques écrivent des traités, souvent en vers.
À la fin du VIIe siècle av. J.-C., Thalès de Milet, par ailleurs astronome, n'est connu que par ce qu'ont écrit de lui des auteurs postérieurs comme Aristote ou Platon ; il pense que l'eau se trouvait à l'origine de tout. Après lui viennent deux autres penseurs originaires de Milet : Anaximandre, qui conçoit l'Illimité comme principe universel, et Anaximène pour qui c'est l'air.
Au VIe siècle av. J.-C., Pythagore, fondateur de la secte religieuse du pythagorisme, recherche l'harmonie cosmique dans les nombres et donc les mathématiques et la musique.
Autour de l'an 500, à Éphèse, en Ionie, Héraclite formule, dans des aphorismes obscurs, des vérités sur le monde dans lesquelles il développe une doctrine de la mobilité cosmique, dominée par la lutte entre les contraires.
À Élée, une école philosophique est créée sous l'influence de Xénophane de Colophon, l'un des premiers à critiquer violemment la conception des dieux exposée par Homère et Hésiode, à qui il reproche notamment de concevoir les dieux sous une apparence anthropomorphique. Au début du Ve siècle av. J.-C., Parménide d'Élée, peut-être disciple de Xénophane, développe une doctrine de l'immobilité absolue du cosmos dissimulée par les changements apparents, diamétralement opposée à celle d'Héraclite.
Plus tard, Empédocle d'Agrigente, probablement influencé par le pythagorisme et par l'orphisme, cherche les fondements de l'univers dans quatre éléments (le feu, l'eau, la terre et l'éther) qu'il dit animés par deux principes universels que sont l'amour et la haine (Eros et Eris), dans un système philosophique empreint de mysticisme (il croit notamment à la réincarnation des âmes). À Athènes, Anaxagore affirme l'Esprit (le Nous) comme principe universel. Démocrite d'Abdère élabore le système de l'atomisme selon lequel l'univers se compose de minuscules corps indivisibles (a-tomes) évoluant dans le vide.

### Histoires de la littérature grecque
- Jacqueline de Romilly, Précis de littérature grecque, Paris, Presses universitaires de France, 1980 (rééd. coll. « Quadrige » : 2002).
- Suzanne Saïd, Monique Trédé et Alain Le Boulluec, Histoire de la littérature grecque, Paris, Presses universitaires de France, coll. « Premier Cycle », 1997 (ISBN 2130482333 et 978-2130482338) (Édition consultée : réédition dans la collection « Quadrige », 2004.)
- Monique Trédé, Suzanne Saïd, La Littérature grecque d'Homère à Aristote, Paris, Presses universitaires de France, coll. « Que sais-je ? », 1990 (édition consultée : rééd. 2001).
- Jules Humbert et Henri Berguin (préf. Paul Crouzet), Histoire illustrée de la littérature grecque : Précis méthodique, Paris, Didier ; Toulouse, Privat, coll. « Histoires illustrées des littératures » (no 3), 1947, 485 p. (SUDOC 018802052)

### Sur des genres ou des époques en particulier
- Paul Demont et Anne Lebeau, Introduction au théâtre grec antique, Paris, Librairie générale française (Livre de poche), 1996.
- Pierre Hadot, Qu'est-ce que la philosophie antique ?, Paris, Gallimard, 1995 (rééd. coll. « Folio »).
- Jean Sirinelli, Les Enfants d'Alexandre. La littérature et la pensée grecques, 334 av. J.-C. — 529 ap. J.-C., Paris, Fayard, 1993.
- Laurent Pernot, La Rhétorique dans l'Antiquité, Paris, Le Livre de poche, 2000.
- Jacqueline de Romilly, La Tragédie grecque, Paris, Presses universitaires de France, 1970.
- Poètes élégiaques de la Grèce archaïque, Solon - Tyrtée - Théognis - Xénophane et les autres, Traduits et présentés par Yves Gerhard, Ed. de l'Aire, Vevey, 2022  (ISBN 978-2-88956-248-0).

### Sur la civilisation grecque en général
- Marie-Claire Amouretti, Françoise Ruzé, Le Monde grec antique, Paris, Hachette, coll. « Supérieur », 2003.
- Jean Leclant (dir.), Dictionnaire de l'Antiquité, Paris, Presses universitaires de France, coll. « Quadrige », 2005 (2e édition 2011).